# Brisone di Eraclea
Brisone di Eraclea (Eraclea Pontica, 450 a.C. circa – 390 a.C. circa) è stato un matematico greco antico.

## Biografia
Si sa poco della vita di Brisone di Eraclea, figlio del mitografo pontico Erodoro di Eraclea. Potrebbe essere stato allievo di Socrate. È conosciuto principalmente grazie ad Aristotele che critica il suo metodo di quadratura del cerchio.
Diogene Laerzio fa riferimento più volte a un Brisone come maestro di vari filosofi, ad esempio dello scettico Pirrone ma, dal momento che sia Pirrone che altri dei suoi presunti discepoli sono vissuti circa un secolo dopo, è possibile che Diogene si riferisse a Brisone l'Acheo.
Insieme ai filosofi Parmenide e Melisso, Brisone di Eraclea è preso ad esempio da Dante nella Divina Commedia per dimostrare come ragionamenti sbagliati possano portare ad un'errata concezione della verità. 
Parmènide, Melisso, e Brisso, e molti,

li quali andavano e non sapean dove»
(Paradiso, XIII, 124-126)

## PI greco e quadratura del cerchio
Poco tempo dopo Anassagora, il primo pensatore greco a tentare di trovare un rapporto definitivo fra un cerchio e un quadrato, Antifonte e Brisone di Eraclea provarono a calcolare l'area di un cerchio usando una nuova e brillante idea: il principio di esaustione.
Se si prende un esagono e si raddoppiano i suoi lati trasformandolo in un dodecagono, e poi li si raddoppia ancora, e ancora, prima o poi si avrà un poligono con un numero di lati tanto grande da essersi trasformato in un cerchio. Prima Antifonte stimò l'area di un cerchio, calcolando l'area dei successivi poligoni -dal numero di lati sempre maggiore- in esso inscritti. Poi Brisone fece un secondo passo rivoluzionario, calcolando le aree di due poligoni, uno inscritto nel cerchio e l'altro ad esso circoscritto. Egli ipotizzò che l'area del cerchio dovesse essere compresa fra le aree dei due poligoni: questa fu probabilmente la prima volta che si determinò un risultato usando limiti inferiori e superiori.